# Кравченко Микола Іванович
Микола Іванович Кравченко (нар. 1867, Сімферополь, Таврійська губернія, Російська імперія — пом. 22 листопада 1941, Ленінград, Російська РФСР, СРСР) — російський художник-баталіст, журналіст та письменник.

## Життєпис

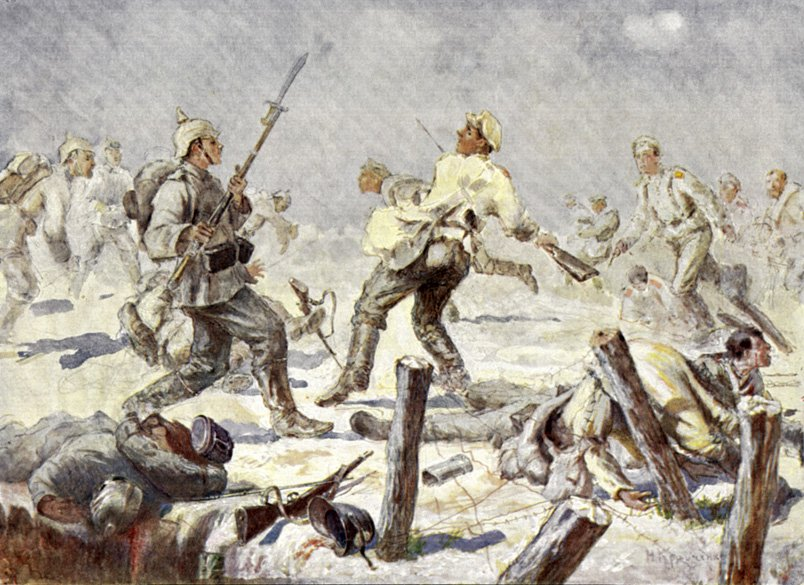
Двобій. Картина присвячена пам'яті 16-ї роти Вільманстрандського полку під Скерневіцами

Народився в 1867 в місті Сімферополь. Навчався в одеській Рішельєвській гімназії, в Одеському міському реальному училищі і в одеській художній школі товариства образотворчих мистецтв, яку закінчив у 1888 році зі срібною медаллю. У тому ж році Кравченко переїхав в Санкт-Петербург і поступив в академію мистецтв по класу батального живопису професора Віллевальде відразу на 2-й курс.
Зіткнення з старими професорами і небажання підкорятися їх рутинним вимогам довели молодого художника до усвідомлення того, що подальше його перебування в академії марно, і він виїхав до Одеси. У 1891 році Кравченко поїхав до Парижа, де працював відразу в двох школах: у Жюльєна і Колороссі. За сприяння товариша, який навчався в École des beaux-arts, малюнки Кравченко були показані професору Жерому, який охоче прийняв його до числа своїх учнів. Заняття у французькій академії мистецтв не заважали художнику працювати у себе вдома і виконати кілька портретів, з яких один (докторара Бріссо) у 1892 році був прийнятий у Salon Champs de Mars і звернув на себе увагу паризької преси. У 1893 році Кравченко виставив в тому ж салоні етюд російської студентки.
У той же час він познайомився в Парижі з Олексієм Суворіним і Костянтином Скальковським, які умовили Кравченко переїхати в Санкт-Петербург.
Повернувшись до Росії, виконав ряд портретів видатних сучасних діячів з натури. Зблизившись в Санкт-Петербурзі з офіцерським середовищем гвардійських полків, Кравченко отримав доступ в табори і на маневри і виконав цілу серію малюнків, що зображують побут і типи солдатів лейб-гвардії Павловського полку, яку вдалося піднести Імператору Миколі II у 1900 році на полковому святі.
На початку 1902 поїхав у Маньчжурію і Китай для збору матеріалу з ілюстрування походу російських військ в Китай у 1900—1901 роках. Він побував у Мукдені, Ляояні, Порт-Артурі, Таку, Тянь-Цзині, Пекіні, Тунджоу, Їнкоу і в деяких пунктах Великого китайського муру.
Його кореспонденції звідти друкувалися в часописі «Новое время» і звернули на себе увагу. Всі його враження з цієї поїздки зібрані в ілюстрованій ним же книзі: «У Китай» (СПб., 1904).
Після повернення з поїздки Кравченко удостоївся бути запрошеним в Лівадію, де він і представив Государю звіт про свою подорож у вигляді декількох сотень етюдів, малюнків та ескізів, що зображали місця боїв 1900 року, типи солдатів і китайців, види Пекіна і багатьох інших пунктів.
Протягом наступних років художник виконав по цих малюнках та ескізах ряд картин і у 1904 році влаштував виставку їх в Санкт-Петербурзі, у 1905 році — на Світовій виставці в Льєжі, у 1906 році — у Москві, а у 1910 році — у Лондоні.
З початком російсько-японської війни Кравченко відправився на Далекий Схід та в Порт-Артурі був очевидцем загибелі «Петропавловська», їм замальовагої і жваво описаної в «Новом Времени».
На театрі війни Кравченко залишався, однак, недовго. Його враження від подій російсько-японської війни описані ним у книзі «На війну» (СПб., 1906). Події її він відтворив у ряді малюнків, поміщених в альбомах «Маньчжурія» художника Мартинова, журналі «Літопис війни з Японією», видання Д. Н. Дубенського, і альбом «Літопис війни з Японією на суші і на морі», видання В. Березовського. На замовлення Російського імператора Кравченко виконав його великий портрет і поясний портрет кольоровими олівцями, придбаний Миколою II у власність.
У 1913 закінчив величезну картину на замовлення царя «Взяття Пекіна». Помер в Ленінграді 22 листопада 1941.